# Capvern
Capvern is een gemeente in het Franse departement Hautes-Pyrénées (regio Occitanie) en telt 1074 inwoners (1999). De plaats maakt deel uit van het arrondissement Bagnères-de-Bigorre. In de gemeente ligt spoorwegstation Capvern. Capvern telde op 1 januari 2022 1.286 inwoners.

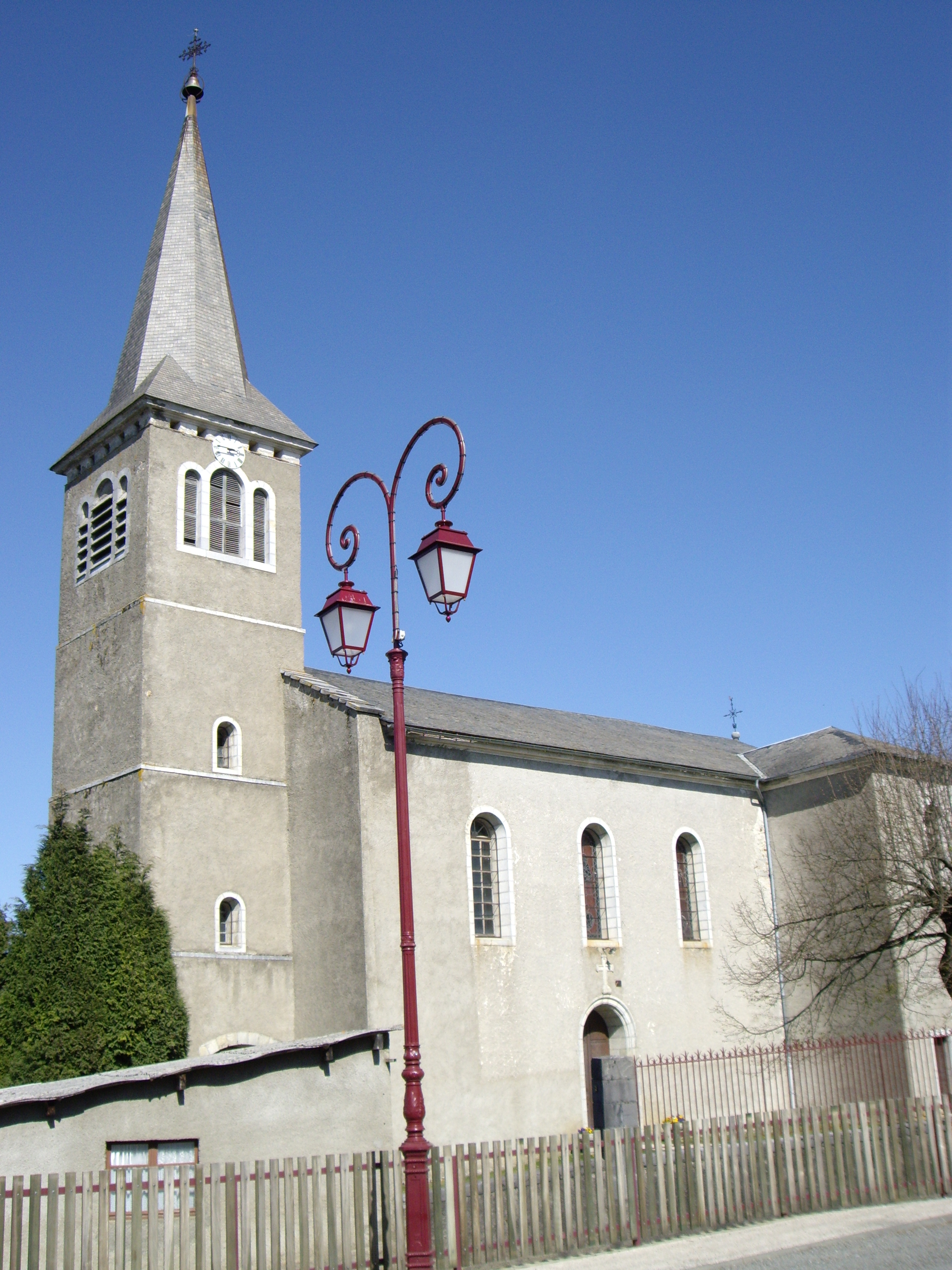
Kerk Saint-Pierre
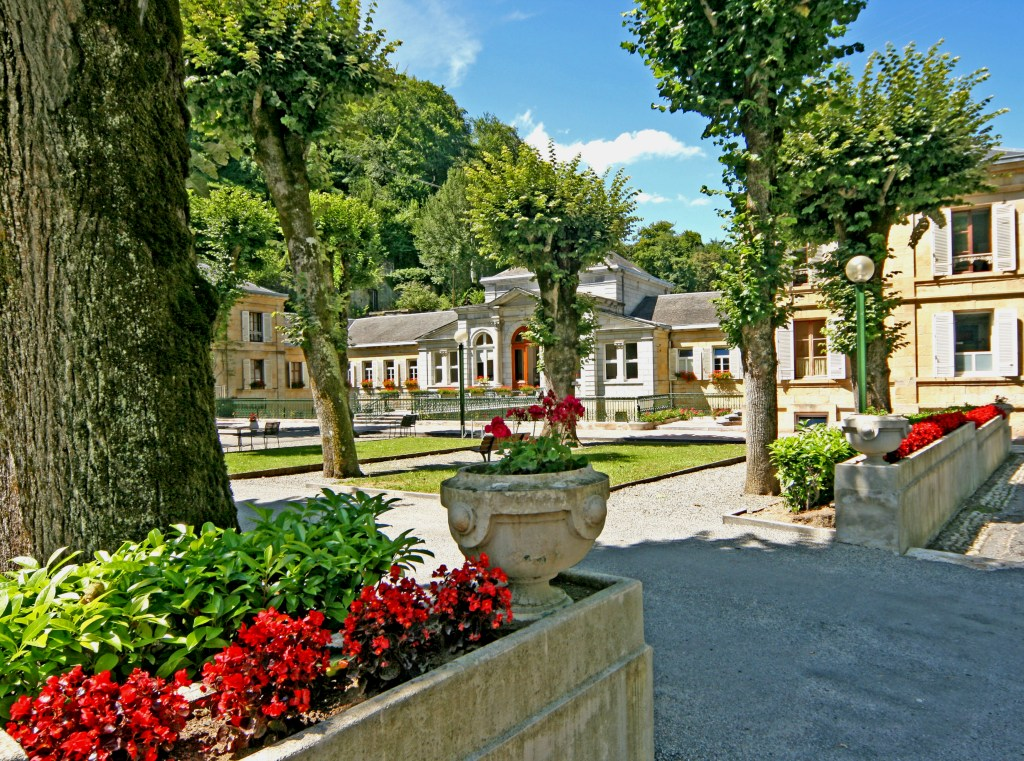
Thermale inrichting

## Geografie
De oppervlakte van Capvern bedroeg op 1 januari 2022 21,84 vierkante kilometer; de bevolkingsdichtheid was toen 58,9 inwoners per km².

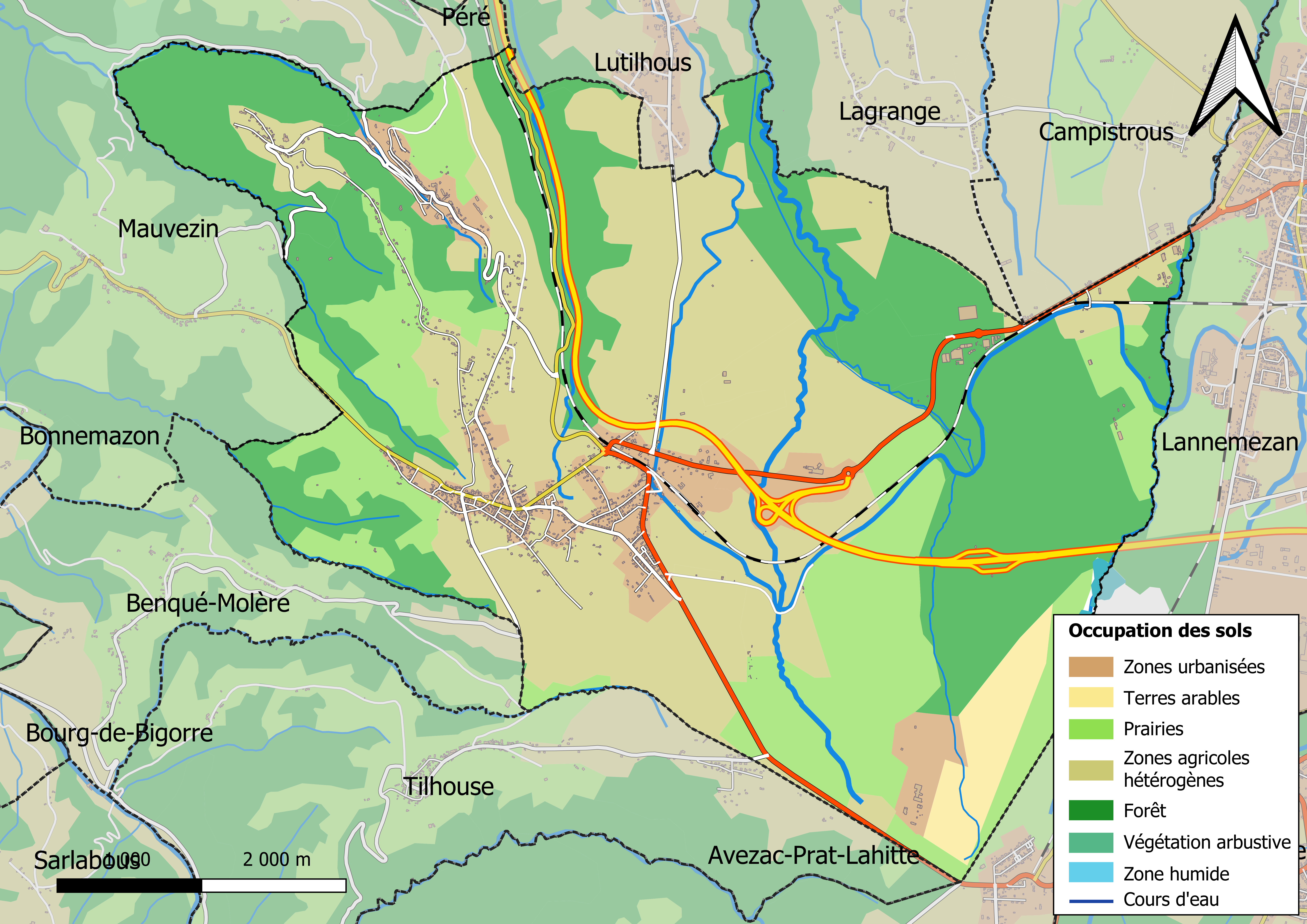
Kaart van de gemeente met belangrijkste infrastructuur, bodemgebruik en omliggende gemeenten

## Demografie
Onderstaande figuur toont het verloop van het inwonertal (bron: INSEE-tellingen).